# Monasterio de Pitareti
El Monasterio de Pitareti (en georgiano: ფიტარეთის მონასტერი) es un monasterio medieval cristiano ortodoxo en Georgia, aproximadamente a 26 km al suroeste de la ciudad de Tetritsq'aro, Kvemo Kartli, al suroeste de la capital de la nación, Tiflis.

## Historia
El monasterio consiste en la iglesia de Theotokos, un campanario, la pared en ruinas y varios edificios accesorios más pequeños. La iglesia principal parece haber sido construida durante el reinado de Jorge IV a principios del siglo XIII. Su diseño se ajusta al canon contemporáneo de una iglesia con cúpula georgiana y comparte una serie de características comunes, como un típico plano de cruz y un pórtico lateral único, con los monasterios de Betania, Kvatakhevi y Timotesubani. Las fachadas están decoradas, acentuando los nichos y buhardillas. Todo el interior estuvo decorado con frescos, pero actualmente solo sobreviven fragmentos dañados de esos murales. 
El monasterio fue propiedad y cementerio de la noble familia de Kachibadze- Baratashvili y, desde 1536, de sus descendientes, los príncipes Orbelishvili. Una inscripción del siglo XIV menciona a un fundador: el chambelán real Kavtar Kachibadze. Otra inscripción, de una tumba de piedra, registra el nombre de Qaplan Orbelishvili, el cual renovó el monasterio en 1671. El monasterio prosperó en Pitareti hasta 1752, cuando se vio obligado a cerrar debido a un ataque daguestán.